# 690 (szám)
A 690 (római számmal: DCXC) egy természetes szám.

## A szám a matematikában
A tízes számrendszerbeli 690-es a kettes számrendszerben 1010110010, a nyolcas számrendszerben 1262, a tizenhatos számrendszerben 2B2 alakban írható fel.
A 690 páros szám, összetett szám, Harshad-szám, Smith-szám. Felírható hat egymást követő prímszám összegeként: 103 + 107 + 109 + 113 + 127 + 131. Kanonikus alakban a 21 · 31 · 51 · 231 szorzattal, normálalakban a 6,9 · 102 szorzattal írható fel. Tizenhat osztója van a természetes számok halmazán, ezek növekvő sorrendben: 1, 2, 3, 5, 6, 10, 15, 23, 30, 46, 69, 115, 138, 230, 345 és 690.
Ritkán tóciens szám.